# Ronald William John Keay
Ronald William John Keay  ( 20 de mayo de 1920 - 7 de abril de 1998 ) fue un botánico inglés.

## Algunas publicaciones
- Keay, RW. 1953. An Outline of Nigerian Vegetation
- Keay, RW. 1959. Vegetation map of Africa south of the Tropic of Cancer. / Explanatory notes by R.W.J. Keay. Carte de la végétation de l'Afrique au sud du Tropique du Cancer. Notes explicatives par R.W.J. Keay. Traduction d'A. Aubréville. Ed. [Londres] Oxford University Press. 24 pp.
- Keay, RW. 1958. Notes on Rubiaceae for the "Flora of West Tropical Africa": II. In: Bulletin du Jardin botanique de l'État a Bruxelles 28 (3 ) (30 de septiembre de 1958) : 291-298

### Libros
- p. Levaux, d.a. Brown, ronald w.j. Keay. 1984. Evaluation of the Community's Programme Scientific and Technical Training (Science and Technology). Ed. CE. ISBN 92-825-4508-3

- john Hutchinson, john mcEwen Dalziel, ronald w.j. Keay, f.n. Hepper. 1963. Flora of west tropical Africa: the British west African territories, Liberia, the French and Portuguese territories south of latitude l8 ̊N. to Lake Chad, and Fernando Po. Volumen 2 de Flora of west tropical Africa. 2ª edición, reimpresa, ilustrada de Crown Agents for Oversea Governments and Administrations, 544 pp.

- james patton Garlick, ronald william john Keay. 1970. Human ecology in the tropics. Volumen 9 de Symposia of the Society for the Study of Human Biology. Editor Pergamon Press, 112 pp.

- ronald william john Keay. Trees of Nigeria. ISBN 0-19-854560-6. Ed. Publisher Oxford Univ Pr

- ----------------------------------. 1964. Nigerian trees. Ed. Department of Forest Research

- j.m. Dalziel, j. Hutchinson, ronald w.j. Keay. 1954. Glossary of Botanical Terms. Reimpeso de The Flora of West Tropical Africa, por J. Hutchinson ... & J. M. Dalziel ... 2ª ed. revisada por R.W.J.Keay

- a.p.d. Jones, ronald w.j. Keay. 1948. The Natural Forest Inviolate Plot. Akure Forest Reserve, Ondo Province, Nigeria

## Honores
Fue elegido miembro de la Royal Society.
- La abreviatura «Keay» se emplea para indicar a Ronald William John Keay como autoridad en la descripción y clasificación científica de los vegetales.[1]